# Неопростиве клетве
Неопростиве клетве су, у измишљеном универзуму Харија Потера, чини које су најстроже забрањене. Чаробњаци који искористе неку од неопростивих клетва добијају доживотну робију у Аскабану (уколико се ухвате). Необростиве клетве су:
- Авада кедавра - смртна клетва. Нико је није преживео осим Харија Потера. Да би се извела потребна је велика воља за тим, али ако неко ову клетву користи често као смртождери, за њега то постаје рутина. Из штапића излази у виду млаза бљештаво зелене светлости. Ниједан други чаробњак је није преживео због тога што ни једна одбрамбена чин не може да је заустави.

Жртве Авада кедавре у романима: Том Ридл старији, његови родитељи, Регулус Арктурус Блек, Џејмс Потер, Лили Потер, Берта Џоркинс, Френк Брајс, Седрик Дигори, феникс Фокес, Амелија Боунс, Емилина Венс, Смртождер Гибон, Албус Дамблдор, Аластор "Лудооки" Ћудљивко, Хедвига, Руфус Скримџер, Тед Тонкс, Грегорович, Гелерт Гринделвалд, Ремус Џон Лупин, Нимфадора Тонкс, Фред Визли, Колин Кривеј, Хари Потер (неуспешно), Лорд Волдемор (од сопствене клетве) 
- Империо- контролишућа клетва. Када се баци, особа коју контролишу има осећај да плута у зачараном сну, тј. неописиву пријатност. Све мисли су му избрисне из ума који затим лако прима наредбе. Хари Потер је више пута успео да се избори са контролишућом клетвом, а то могу само чаробњаци најјаче воље.

Смртождери су је користили да присиле чаробњаке да у уђу у њихове редове. Многи смртождери су, после пада Лорда Волдемора, оправдавали своје поступке и тиме да су били под контролишућом клетвом.
- Круцио- болна клетва. Да би се извела, неопходна је велика мржња према ономе на кога се баца. Чини је млаз црвене светлости. Уколико се дуготрајно примењује, особе могу да полуде од толиког бола. Када ју је Хари примио, осећао је као да му се безброј ножева забада у тело.

Познате дуготрајно мучене жртве: Френк Лонгботом, Алиса Лонгботом, господин Оливандер